# Vieska nad Žitavou
Vieska nad Žitavou este o comună slovacă, aflată în districtul Zlaté Moravce din regiunea Nitra, pe malul râului Žitava⁠(d). Localitatea se află la altitudinea de 181 m deasupra n.m., se întinde pe o suprafață de 5,46 km2 și în 2017 număra 456 de locuitori.

## Istoric
Localitatea Vieska nad Žitavou este atestată documentar din 1406.

## Demografie
| An:                | 1994 | 2004    | 2014   | 2024   |
| ------------------ | ---- | ------- | ------ | ------ |
| Număr de persoane: | 498  | 442     | 466    | 436    |
| Diferență:         |      | −11,24% | +5,42% | −6,43% |

| An:                | 2023 | 2024   |
| ------------------ | ---- | ------ |
| Număr de persoane: | 452  | 436    |
| Diferență:         |      | −3,53% |